# Cabin Boy
Cabin Boy (br: Um gaiato no navio / pt: Marujo à Força/Todos a Bordo) é um filme estadunidense de 1994, do gênero comédia e fantasia, dirigido por Adam Resnick. Ambos os homens trabalhavam para Late Night with David Letterman na década de 1980, bem como o sitcom da FOX Get a Life no início da década de 1990.
O projeto foi originalmente para ser dirigido por Tim Burton, que entrou em contato com Chris Elliott depois de ver Get a Life. Resnick assumiu após terem oferecido a Burton a direção do filme Ed Wood.

## Sinopse
Apaixonado pelo mar, garoto mimado decide embarcar em um luxuoso cruzeiro. Por engano, ele embarca no navio "Prostituta Imunda" e se torna o gaiato da embarcação no meio de tantos pescadores.